# Bad Luck Fale
Pour les articles homonymes, voir Bad Luck (homonymie).
Fale Simitaitoko (8 janvier 1982) est un catcheur tongien connu pour son parcours au sein de la New Japan Pro Wrestling. Il a remporté au cours de sa carrière 1 fois le championnat intercontinental IWGP et 3 fois le NEVER Openweight 6-Man Tag Team Championship. Il est le cousin de Tama Tonga, de Tanga Loa et de Hikuleo.

## Jeunesse et carrière de rugbyman
La famille de Simitaitoko s'installe en Nouvelle-Zélande où il joue au rugby. Après le lycée, il part au Japon à l'université Tokuyama (en) où il fait partie l'équipe de rugby et y obtient un diplôme en économie. Il rejoint ensuite les Fukuoka Sanix Blues en 2006 et y reste pendant deux ans,.

## Carrière de catcheur

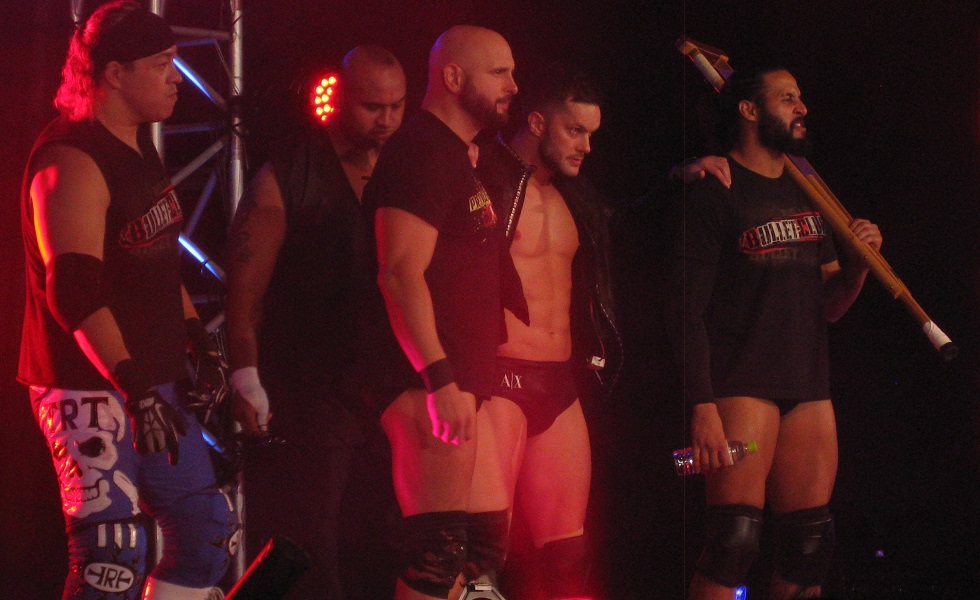
Bullet Club.

### New Japan Pro Wrestling (2010-...)

#### Débuts (2010-2012)
En 2009, il entre au dojo de la New Japan Pro Wrestling où il s'entraîne auprès de Yūji Nagata,. Il prend le nom de King Fale et perd son premier match le 4 avril 2010 face à Manabu Nakanishi. Il affronte à nouveau Nakanishi le 3 mai au cours de Wrestling Dontaku où le résultat est le même. Le 29 juin, il fait équipe avec Bad Intentions (Giant Bernard et Karl Anderson) au cours du tournoi J Sports Crown Openweight Six Man Tag Team Tournament et se font éliminer au second tour par Dick Togo, Tetsuya Naitō et Yujiro Takahashi.

#### Bullet Club (2013-...)
Le 7 avril 2013, il fait son retour en tant que garde du corps de Prince Devitt. Lors de Wrestling Dontaku, lui et Devitt battent Captain New Japan et Ryusuke Taguchi. Plus tard dans l'événement, Devitt et Fale sont rejoints par Karl Anderson et Tama Tonga pour une attaque sur Hiroshi Tanahashi. Le nouveau groupe est ensuite nommé Bullet Club,. Plus tard dans l'année, il entame une rivalité avec Togi Makabe après que fale soit intervenu dans le match entre Makabe et Devitt lors du G1 Climax 2013. Du 23 novembre au 7 décembre Devitt et Fale ont pris par au World Tag League 2013, où ils terminent avec une fiche de trois victoires et trois défaites, avec une défaite contre Captain New Japan et Hiroshi Tanahashi le dernier jour, qui leur ont coûté une place en demi-finale,. Lors de Wrestle Kingdom 8, il perd contre Togi Makabe dans un King of Destroyer match,. Lors du premier tour de la New Japan Cup 2014, il bat Togi Makabe. Lors du second tour, il bat Tetsuya Naitō. Lors de la demi-finale, il bat Shelton X Benjamin. Lors de la Finale du tournoi, il perd contre Shinsuke Nakamura. 
Lors de Dominion 6,21, il bat Shinsuke Nakamura pour devenir le nouveau IWGP Intercontinental Champion,. Il participe fin juillet au tournoi G1 Climax où il remporte six des dix rencontres effectuées.Lors de Destruction in Kobe, il perd son titre contre Shinsuke Nakamura,. Il participe ensuite au World Tag League 2014 avec Tama Tonga, mais ils ne remportent que trois matchs pour quatre défaites. Lors de Wrestle Kingdom 9, lui, Jeff Jarrett et Yujiro Takahashi perdent contre Hiroyoshi Tenzan, Satoshi Kojima) et Tomoaki Honma,. Lors du premier tour de la New Japan Cup 2015, il bat Kazuchika Okada. Il perd contre Tetsuya Naitō lors du deuxième tour et est éliminé du tournoi. Lors d'invasion attack 2015, il perd contre Kazuchika Okada. Il intègre durant fin juillet le tournoi G1 Climax, où il remporte cinq de ses matchs.Lors de Destruction in Kobe, il perd contre Hiroshi Tanahashi et ne remporte pas le "IWGP Heavyweight Championship contract" de ce dernier. Lors de Power Struggle 2015, lui et A.J. Styles battent Chaos (Toru Yano et Yoshi-Hashi).  
Lors de Wrestle Kingdom 10, lui, Yujiro Takahashi et Tama Tonga perdent Chaos (Toru Yano, Jay Briscoe et Mark Briscoe) et ne deviennent pas les premiers NEVER Openweight Six Man Tag Team Champions. Lors de The New Beginning in Osaka 2016, ils battent Chaos (Toru Yano, Jay Briscoe et Mark Briscoe) et remportent les NEVER Openweight 6-Man Tag Team Championship. Lors de The New Beginning in Niigata 2016, ils perdent leur titres contre Chaos (Toru Yano, Jay Briscoe et Mark Briscoe). Lors du premier tour de la New Japan Cup 2016, il bat Hiroshi Tanahashi. Il perd contre Michael Elgin lors du deuxième tour et est éliminé du tournoi. Le 23 avril, lui, Kenny Omega et Yujiro Takahashi perdent contre Hiroshi Tanahashi, Michael Elgin et Yoshitatsu et ne remportent pas les NEVER Openweight 6-Man Tag Team Championship. Lors de Dominion 6.19, lui, Yujiro Takahashi et Adam Page battent Togi Makabe, Yoshitatsu et Captain New Japan. Il participe fin juillet au tournoi G1 Climax où malgré de grandes victoires sur Naomichi Marufuji et l' actuel IWGP Heavyweight Champion Kazuchika Okada, il termine le tournoi avec cinq victoires et quatre défaites et ne se qualifie pas pour la finale du tournoi. Lors de King of Pro-Wrestling, lui, Adam Cole et Yujiro Takahashi perdent contre Chaos (Tomohiro Ishii, Will Ospreay et Yoshi-Hashi). 
Lors de Wrestle Kingdom 11, lui, Hangman Page et Yujiro Takahashi perdent contre Los Ingobernables de Japón (Bushi, Evil et Sanada) dans un Gauntlet Match qui comprenaient également Chaos (Jado, Will Ospreay et Yoshi-Hashi) et David Finlay, Ricochet et Satoshi Kojima et ne remportent pas les NEVER Openweight 6-Man Tag Team Championship. Lors du premier tour de la New Japan Cup 2017, il bat Michael Elgin. Lors du second tour, il bat Toru Yano. Lors de la demi-finale, il bat Evil. Lors de la Finale du tournoi, il perd contre Katsuyori Shibata. Lors de Sakura Genesis, lui et Kenny Omega battent Chaos (Tomohiro Ishii et Toru Yano) et plus tard dans la soirée, il attaque le IWGP Heavyweight Champion Kazuchika Okada et le défi à un match pour le titre. Lors de Wrestling Dontaku, il perd contre Kazuchika Okada et ne remporte pas le IWGP Heavyweight Championship.
Lors de la première nuit de la tournée G1 Special in USA, lui, Marty Scurll, Matt et Nick Jackson et Yujiro Takahashi perdent contre Chaos (Baretta, Jay Briscoe, Mark Briscoe, Rocky Romero et Will Ospreay). Le lendemain, lui, Cody, Marty Scurll et Yujiro Takahashi battent Chaos (Jay Briscoe, Kazuchika Okada, Mark Briscoe et Will Ospreay). Lors de Destruction in Fukushima, lui et Leo Tonga perdent contre Juice Robinson et David Finlay. Le 17 décembre, lui, Tama Tonga et Tanga Loa battent Los Ingobernables de Japón (Bushi, Evil et Sanada) et remportent les NEVER Openweight 6-Man Tag Team Championship. Lors de Wrestle Kingdom 12, ils perdent les titres contre Chaos (Beretta, Tomohiro Ishii et Toru Yano) dans un Gauntlet match qui comprenaient également Michael Elgin et War Machine, Suzuki-gun (Taichi, Takashi Iizuka et Zack Sabre, Jr.) et Taguchi Japan (Juice Robinson, Ryusuke Taguchi et Togi Makabe). Le lendemain, ils battent Chaos (Beretta, Tomohiro Ishii et Toru Yano) et remportent les NEVER Openweight 6-Man Tag Team Championship pour la deuxième fois. Lors de The New Beginning In Sapporo 2018 - Tag 1, ils conservent les titres contre Ryusuke Taguchi, Toa Henare et Togi Makabe. Lors de ROH/NJPW Honor Rising: Japan 2018 - Tag 2, ils conservent les titres contre Cheeseburger, Delirious et Jushin Thunder Liger. Lors de Sakura Genesis 2018, ils conservent les titres contre Michael Elgin, Ryusuke Taguchi et Togi Makabe. Lors de Wrestling Dontaku 2018,  ils perdent les titres contre Bullet Club (Marty Scurll, Matt et Nick Jackson).
Lors de Wrestling Dontaku 2022, lui et Chase Owens battent The United Empire (Great O-Khan et Jeff Cobb) dans un Three Way Match qui comprenaient également Chaos (Hirooki Goto et Yoshi-Hashi) et remportent les IWGP Tag Team Championship,.

## Palmarès
- New Japan Pro Wrestling
  - 1 fois IWGP Intercontinental Championship[60]
  - 1 fois IWGP Tag Team Championship avec Chase Owens
  - 3 fois NEVER Openweight 6-Man Tag Team Championship avec Tama Tonga et Yujiro Takahashi (1), Tama Tonga et Tanga Loa (2)

## Récompenses des magazines
- Pro Wrestling Illustrated

| Année | 2014 | 2015 | 2016 | 2017 | 2018 | 2019 | 2020 | 2021 |
| Rang  | 118  | 90   | 252  | 71   | 99   | 139  | 343  | 477  |